# Randers Flyveklub
Randers Flyveklub (Randers Flying Club) er en flyveklub for privatpiloter og fly entusiaster på Randers Flyveplads, 6 km nord for Randers by. Hovedparten af klubbens 150 medlemmer (2012) har et privat flyvecertifikat (PPL) og flere har udvidet deres personlige kompetenceniveau enten med instrument (IR) og eller kommercielle rettigheder (CPL). Enkelte medlemmer er professionelle piloter med flyvning som erhverv (ATPL). Pilot uddannelsen foregår i nært samarbejde med de lokale flyveskoler i Midt- og Østjylland, heriblandt Aarhus Flight Academy (AAFA). I kraft af sin beliggenhed i landzone tæt på Randers By er Randers Flyveklub meget bevidst om at vedligeholde og efterleve flyvepladsens miljøregelsæt. Klubben er tilknyttet både Dansk Motorflyver Union og Kongelig Dansk Aeroklub.

## Historie
Klubbens historie som her beskrives kan ikke være fyldestgørende uden samtidig at nævne Randers Kommune, Randers By, Randers Flyveplads, og de mange personer som enten har stimuleret borgernes interesse for flyvning eller har haft betydning for dens udvikling frem til dag. Måske inspireret af flyvningens oprindelige pionerer, Wright brødrene, og lidt senere danskeren Jacob Ellehammer, har borgerne i og omkring Randers allerede meget tidligt oplevet at se flyvemaskiner hæve sig fra jorden. 

### Den første flyvning
Den første registrerede flyvning i Randers var i 1908 da den dengang 18-årige Sofus Buchtrup fløj med et svævefly, som han havde bygget sammen med sin bror Poul, ud over skrænterne ved Hobrovej, lidt nord for byen. To år senere, i 1910 gav Robert Svendsen en demonstration af flyvning med motorfly fra den militære eksercerplads ved Randers. Flyveturen varede 3½ minut og foregik i 30 meters højde. Flyvning i Danmark i de første udviklingsår, var som mange steder i den øvrige verden, en opvisningssport. Det var først ovenpå den teknologiske udvikling skabt af 1. verdenskrig, at flyvning med motorfly for alvor kunne betragtes som anvendelig transport. Den første flyveklub i Randers blev grundlagt af fabrikant Poul Buchtrup i 1935. Flyvningerne foregik fra en græsmark tæt på byen. Senere, i 1948 var tre personer, nemlig Robert Nellemann, og brødrene Peter og Erik Søby Jensen, de første af klubbens medlemmer til at gennemføre uddannelse og erhverve sig personligt pilotcertifikat.

### Erik Søby Jensen
Den samme Erik Søby Jensen var blevet kontaktet allerede i 1947 af flyverløjtnant Møller fra Aalborg, som gerne ville benytte hans græsmark som flyveplads til rundflyvning. Den 16. august 1947 starter Møllers Aero Transport med en KZ 3 rundflyvning over Randers, og på den første dag var der over 100 personer som betalte den fyrstelige sum af kr. 10,- for at få deres luftdåb. Flyverløjtnant Møller vendte tilbage både i sommeren 1948 og 1949 for at lave rundflyvning. I 1950 blev den nyudnævnte kaptajn Møller ansat i Falck og rundflyvningen i Randers ophørte i denne omgang. Erik Søby Jensen tabte sit hjerte til flyvningen allerede i 1924, da han som lille dreng første gang så en flyver lande på det militære område, lige ved siden af den gård hvor han var født og opvokset. Under krigen fulgte han med i alt hvad der skete i fly-udviklingen og så med stor interesse på alle de fly som i disse år fløj på himmelen over Danmark. Vi skriver nu 1952, og med deres nyerhvervede rettighed i hus, besluttede Erik Søby Jensen sammen med sin bror og Robert Nellemann at købe en flyvemaskine. Deres valg faldt på en britisk Auster J/2 Arrow Arkiveret 7. marts 2016 hos  Wayback Machine medregistrerings bogstaverne ”OY-ABY”. Søby besluttede i sommeren 1952 at udlægge en del af marken som permanent privat landingsbane, samtidig med at der blev opført en hangar til deres fly. En sjov anekdote ved hele dette arrangement var, at for at få flyet fra hangaren og ud på banen, var det nødvendigt for dem at taxie flyet ca. 250 m på en offentlig landevej (der gik en del rygter dengang, om at de en gang i mellem glemte at taxi ned til banen for at starte). Man kan rolig sige at landingsbanen på Erik Søby Jensens mark i de næste godt 14 år blev flittigt brugt som flyveplads i Randers.

### Flyvepladsen i byrådet
Tanken om at skabe en flyveplads som kunne tjene Randers by var allerede fremme før 2. verdenskrig, men det første konkrete forslag forelå først i byrådet den 5. marts 1945, hvor en fuldstændig økonomisk plan for oprettelsen i Tebbestrup, blev behandlet. Projektet var tænkt som en beskæftigelsesforanstaltning i perioden efter krigen, hvor stor arbejdsløshed var en realitet. Planen blev dog aldrig gennemført. Det var først i 1964, da byens erhvervsrådsformand, direktør Børge Kejser tog energisk fat om planerne for en permanent og offentlig flyveplads, at der kom skred i sagen. Erik Søby Jensen blev kontaktet med henblik på en aftale for at omlægge sin flyveplads til formålet. Kommunen ville købe det nødvendige jord af Søby Jensen og desuden flytte banen ca. 250 m længere mod nord og ændre baneretning fra nord/syd til øst/vest. Næsten sideløbende indkaldte direktør Poul Juncher, privatpilot siden 1952, interesserede til et møde om dannelse af Randers Flyveklub. Dette førte til at Randers Flyveklub som vi kender den dag i dag blev endelig stiftet den 17. maj 1965 med 25 medlemmer og direktør N. Vesterheden Jensen som formand. Erik Søby Jensen blev også valgt ind i den nye bestyrelse.

### Jordarbejdet og hangarbyggeri
I august 1966 udbød Randers Kommune jordarbejdet om den nye flyveplads i licitation, og den 15. september gik entreprenørmaskiner i gang med at skrælle jorden af og lægge på, hvor det behøvedes, for herefter at kunne planere baneområdet. Den 20. januar 1967 meddelte Randers Amtsavis, at indvielsen af flyvepladsen med en 600 m lang græsbane ville foregå i dagene den 2.-3. september, og at man ved denne lejlighed håbede på at få deltagelse af både flyvevåbnet og faldskærmsfolk. I november påbegyndte man på privat initiativ byggeriet af hangar med plads til 10 fly og lokaler til klubliv samt flyvepladskontor, men den halvfærdige hangar blæste omkuld i stormen 3. december 1967. Den blev først endelig bygget færdig i 1968. Den 1. maj 1970 blev det kombinerede hangar og klublokale overtaget af Randers Flyveklub, og der blev foretaget en række udvidelser og forbedringer, bl.a. med flyvelederkontor og andre kontorer til brug for de virksomheder, der drev erhverv på pladsen. Kantinen blev ligeledes udvidet, så den kunne anvendes til teoriundervisning og større klubmøder. Desuden blev der indrettet en særskilt helikopter-hangar. Randers Kommune leverede fliser og flyveklubbens medlemmer agerede brolæggere, så der blev lagt en fin solterrasse ved indgangen til klubhuset. I løbet af få år viste det sig, at den enlige hangar blev overfyldt, så fly måtte stationeres udendørs. Dette gav bl.a. anledning til at fly undertiden tog sig en førerløs flyvetur i stormvejr. Da der også viste sig et påtrængende behov for værksted, tog flyveklubben initiativ til at bygge endnu en hangar. Denne hangar som blev bygget af gasbeton, og derfor tit refereret til som ”stenhangar”, stod færdig i 1975 og foruden værksted gav den plads til yderligere 5 fly.

### En gældsplaget start
Randers Flyveklub startede sin tilværelse med en betragtelig gæld, da det stort anlagte åbningsstævne i september 1967 måtte aflyses pga. regn. Efter nogle år, hvor en stædig bestyrelse fastholdt, at der ikke skulle ske noget, før gælden var betalt, lysnede det endelig, idet klubben fik mulighed for at overtage den privatejede hangar og lokaler til en meget fordelagtig pris. Den store udvidelse medførte en ny gæld, så bestyrelsen en overgang måtte kautionere for et beløb på næsten 50.000 kroner. Da både kontorer og hangarpladser blev udlejet hurtigt gik det imidlertid fint med at afbetale gælden, så da Svend Hjelmgart afgik som formand i 1973 sammen med flere af de "gamle" bestyrelsesmedlemmer kunne han aflevere et gældfrit regnskab med det store aktiv, som hangaren var til Erik Søby Jensen. Samtidig var medlemstallet vokset til omkring de 50. Det betød at alle indtægter klubben havde på sin hangarudlejning kunne bruges til forbedringer og i sidste omgang til bygningen af klubbens ”stenhangar”.

### Græsbanen aldrig vellykkket
Den nye bane vist sig desværre hurtigt at være for blød efter kraftig regn og i lange perioder var den fuldstændig lukket af samme årsag. Først i 1969 fik man pløjet banen op og tilsået græsset på ny. Gensåningen nødvendiggjorde at der blev etableret en midlertidig bane på marken sydøst for pladsen i kompasretning nord/syd. Alligevel blev græsbanen aldrig vellykket og flyvepladsen måtte ofte af den grund afvise fremmede fly, inkl. rednings- og ambulancefly, og man måtte henvise forretningsfly i Randers til at søge tilladelse til vinterparkering i Tirstrup. Herved forsvandt fordelene ved flyvepladsens ideelle nærhed til Randers unægtelig op i den blå luft. I 1974 var Randers Flyveplads lukket i 4 måneder og 10 dage på grund af opblødt start- og landingsbane. Til trods for den langvarige lukning steg den udenbys lufttrafik med 34 % fra 2269 starter og landinger i 1973 til 3049 i 1974. En varig løsning på problemet var at erstatte græsset med asfalt, og fra forskellige sider – også kommunens – blev der arbejdet med opgaven. 

### Standerhejsning
Den 24. april 1982 hejste klubben sin første klubstander sponsoreret af UNI-fly. I modsætning til andre firmaer, der tidligere havde haft deres virke på EKRD, var UNI-fly forblevet på pladsen, og de støttede flyveklubben i bestræbelserne på at bevare beliggenheden på "Højslet". Klubben startede i denne periode indsamling af tilkendegivelser fra de virksomheder og erhvervsfolk, der var interesserede i at bevare og udbygge den nuværende flyveplads. Tilkendegivelserne blev sendt til Randers Kommune og Århus Amt. I september bar anstrengelserne frugt – ledende erhvervsfolk og virksomheder krævede, at flyvepladsen på "Højslet" blev gjort permanent med de nødvendige miljøgodkendelser, og at pladsen var åben døgnet rundt, dvs. etableret med asfalt og lys. Daværende formand for Randers Handelsstandsforening og senere byrådsmedlem H.O. Knudsen gjorde en stor indsats for flyvepladsen.

### Anlægsarbejde og renovering
Den 29. juli 1987 blev anlæggelsen af flyvepladsen udbudt i licitation. Anlægs-prisen var anslået til ca. 9 millioner kroner, hvoraf 2,2 mill. kr. kunne fås i udviklings-støtte fra EF (i dag EU). Efter at diverse formularer og samarbejdsaftaler mellem flyveklubben og Randers Kommune var bragt på plads, gik klubben i gang med en hårdt tiltrængt renovering af den gamle hangar og klublokalerne. Klubbens lokaler blev udvidet til godt og vel det dobbelte areal. I sommeren 1988 blev asfaltbanen, rulleveje og parkeringsområdet færdiggjort og renoveringen afsluttet. Den gamle stenhangar blev solgt til hhv. flymekaniker Frede Stadsgård og UNI-fly, og der blev i stedet bygget 4 nye dobbelt-hangarer med plads til i alt 8 fly. Den 20. august blev den nye flyveplads indviet under stor festivitas med bl.a. Randers Pigegarde, diverse talere, og en stor opvisning af F-16, DC-3 (med udspring af Randers Faldskærmsklub), svævefly, ultralet- og drageflyvning. Opvisningen afsluttedes af Niels Bille med "Den flyvende Trillebør". Samtidigt afholdt Randers Kommune reception i klubbens nye lokaler med ca. 100 indbudte gæster. Det var et meget vellykket arrangement med ca. 8000 tilskuere. Om aftenen afholdtes fest for klubbens medlemmer og de indbudte gæster. 

### 25-års Jubilæum
Den 17. maj 1990 kunne Randers Flyveklub fejre de første 25 år med interesse for flyvning, og festligholdelsen af de 25 år foregik ved et vellykket arrangement den 19. maj med meget fint vejr. Ved reception var der mange pæne ord fra såvel Randers Kommune, Kongelig Dansk Aeroklub som fra Dansk Motorflyver Union. Klubben markerede dagen med en flot demonstration af forskellige former for luftsport, herunder overflyvning af to formationer med fire fly, optræk af drage, modelflyvning, flyvning med ultralet fly og hjemmebyggede fly samt faldskærmsudspring. Der var rigtig mange mennesker, der havde fundet vej til dette arrangement, hvor man kunne se det hele afviklet sammen med almindelig trafik på Randers Flyveplads.

## Flyveklubben idag
Randers Flyveklub er i dag større og på flere måder stærkere og mere aktiv end nogensinde. De fleste motorflyveklubber i Danmark har vigende medlemstal, mens antallet af medlemmer i Randers Flyveklub har været støt stigende i en årrække – og ligger aktuelt i omegnen af 150, hvoraf størstedelen har flycertifikat. 

### Drift
Flyveklubben ledes a en 5 mand stor bestyrelsen samt 2 suppleanter. Bestyrelsesmedlemmerne sidder i perioder á 2 år med mulighed for genvalg. Den ordinære generalforsamling afholdes hvert år inden den 1. april.

### Faciliteter
Klubben råder over et klubhus med møde/undervisningslokaler, køkken, 3 kontorer, depotrum og briefinglokale.
Desuden ejer klubben flere hangarer med plads til 16 fly. Alle pladser er optaget. Medlemmerne kan blive optaget på ventelisten. Herudover er der opført 9 privatejede hangarer på arealet.

### Pladsen
Flyvepladsen anvendes til både erhvervsmæssig og privat-flyvning, Asfaltbanen som er 900 m lang og 23 m bred, er udstyret med banebelysning, således at den kan anvendes uden for dagtimerne.

### Aktiviteter
Til hverdag og i weekenden danner klubben ramme om en lang række aktiviteter for de ca. 150 medlemmer. Disse aktiviteter omfatter bl.a.:
- Fælles flyveture til lokaliteter i ind- og udland
- Foredrag og seminar af personer med særlig betydning for privatflyvning
- Konkurrenceflyvning med landings- og navigationsøvelser
- Teoriundervisning for kommende piloter
- Arrangementer med flyvning for interessegrupper

Randers Flyveklubs offentlige ”Åbent Hus” arrangementer den første lørdag i hver måned (undtagen i juli) er blevet lidt af et tilløbsstykke, og der er aktivitet og liv på pladsen i alle weekender, hvor mange besøgende blot kommer for at opleve stemningen, tager familien med og spiser en is eller en frokost, som laves i klubben. 

### Kommunikation
Klubbens aktiviteter forudsætter et højt informationsniveau. Her er tidligere tiders klubblad, månedsbreve fra bestyrelsen m.m. overhalet af de digitale medier. Informationen foregår primært via e-mail til medlemmer, direkte mellem medlemmer, og via klubbens hjemmeside og facebook. Gennem en styrket markedsføring af aktiviteterne på pladsen og i klubben har mange udefra fundet vej til den vifte af aktiviteter, som i vidt omfang også er åbne for ikke-medlemmer og for fly og piloter udefra.

### Samarbejder
Der er et veludviklet samarbejde mellem Randers Flyveklub og Randers Kommune som fortsat ejer og driver Randers Flyveplads til fordel for erhvervslivet og borgerne i byen. Pladsens centrale beliggenhed i Østjylland indebærer et meget stort befolkningsmæssigt ’opland’, som er en væsentlig forudsætning for klubbens vækst i de senere år.

### Vision
Meget har ændret sig i de godt 47 år siden Randers Flyveklub blev etableret, men fundamentet er stadig bygget på anvendelse af frivillige hænder. Randers Flyveklub vil, også i fremtiden, arbejde for en styrkelse af klubbens aktiviteter: klubture, virksomhedsbesøg, foredrag, rallies, Åbent Hus arrangementer, klublørdage, klubaftener, fly-in, naboarrangementer, fester, m.m. Det er vores vision at der skal være plads til alle flyve-interesserede i Østjylland, som ønsker at tage del i de mange aktiviteter, der foregår i klubben. 